# La Belle Rousse du Wyoming
Pour plus de détails, voir Fiche technique et Distribution.
La Belle Rousse du Wyoming (The Redhead from Wyoming) est un western américain de Lee Sholem sorti en 1953, avec Maureen O'Hara et Alex Nicol. On peut y voir également Jeanne Cooper (la célèbre Katherine Chancellor du feuilleton Les Feux de l'amour).

## Synopsis
Ce film se penche sur une partie de l'histoire de l'ouest américain : les luttes autour du bétail, entre les anciens ranchers et les nouveaux colons. Dans une petite ville où la tension est déjà assez forte, un homme d'affaires va tenter de gagner la confiance des colons afin de servir ses intérêts. Il est associé à une belle rousse (Maureen O'Hara), qu'il utilise à son insu dans des trafics pas très licites. Le shérif va tenter de s'interposer.

## Fiche technique
- Titre original : The Redhead from Wyoming
- Titre français : La Belle Rousse du Wyoming
- Réalisation : Lee Sholem
- Scénario : Polly James et Herb Meadow d'après une histoire de Polly James
- Direction artistique : Hilyard M. Brown et Bernard Herzbrun
- Décorateur de plateau : Russell A. Gausman et Joseph Kish
- Costumes : Edward Stevenson
- Photographie : Winton C. Hoch
- Montage : Milton Carruth
- Musique : Herman Stein (non crédité)
- Production : Leonard Goldstein
- Société de production et de distribution : Universal Pictures
- Pays de production : américain
- Langue : anglais
- Genre : Western
- Format : Couleur Technicolor - 35 mm - 1,37:1 - Son : mono  (Western Electric Recording)
- Durée : 77 minutes
- Dates de sortie :
  - États-Unis : 2 janvier 1953 (première)
  - États-Unis : 8 janvier 1953 (sortie nationale)
  - France : 25 août 1954

## Distribution
- Maureen O'Hara : Kate Maxwell
- Alex Nicol : Shérif Stan Blaine
- William Bishop : Jim Averell
- Robert Strauss : "Knuckles" Hogan
- Alexander Scourby : Reece Duncan
- Palmer Lee : Hal Jessup
- Jack Kelly : Sandy
- Jeanne Cooper : Myra
- Dennis Weaver : Matt Jessup
- Stacy Harris : Chet Jones
- Merrill McCormick : Villageois